# Helligtrekongersaften (skuespil)
Helligtrekongersaften (orig. Twelfth Night or What You Will) er en komedie af William Shakespeare om Kærlighed. Stykket er sandsynligvis skrevet mellem 1600 og 1602 og den engelske titel ”Twelfth Night” er 12. aften efter juledag, helligtrekonger, der var en maskerade, hvor tjenere klædte sig ud som deres herrer, mænd som kvinder osv. 

## Handling
Stykket foregår i Illyrien, nu Kroatien, Montenegro og Albanien. En voldsom storm knuser et skib med de unge, smukke og adelige tvillinger Viola og Sebastian, og selv om de redder sig i land, tror de hinanden druknet. De ankommer til Illyrien, et smukt hertugdømme der regeres af hertug Orsino (sandsynligvis opkaldt efter en italiensk adelsmand, hertug Orsini af Bracciano, der besøgte London i vinteren 1600/1601). Orsino elsker grevinde Olivia, der er for tynget af sorg over sin brors nylige død til at tage sig en elsker. Hun har svoret syv års cølibat, men Orsino er hovedkulds forelsket i Olivia og vil gøre hvad som helst for at vinde hendes gunst. Nu kommer tvillingen Viola. Hun skyller op på Illyriens kyst, og  kaptajnen fortæller hende om Olivia og om Orsinos kærlighed til hende. Viola vil gerne arbejde som kammerpige for Olivia, til det er tid til at afsløre sin adel, men da grevinden har lukket alle ude siden brorens død, tager Viola til takke med at klæde sig ud som mand, kalde sig Cesario og tage arbejde hos hertug Orsino.
Cesario kommer som kaldet for Orsino, der i løbet af tre dage tør sende ham til Olivia for at bejle på hans vegne. De tre dage var også nok til at Viola forelskede sig i hertugen, og så går det jo hverken værre eller bedre, end at da Cesario, altså Viola i mandeklæder, besøger Olivia for at bejle for Orsino, forelsker grevinden sig på trods af sin sorg i Cesario.
Nu til forvekslingskomedies anden akt: Violas tvilling, Sebastian, er reddet i land tre måneder tidligere af en kaptajn Antonio, der – selv om hertug Orsino tror han er pirat og har en arrestordre på ham – i virkeligheden er en ærlig og modig mand. Sebastian sørger over tabet af sin druknede søster og drager mod Orsinos hof for at få hjælp. Antonio tilbyder sig som den ædle Sebastians tjener og låner ham sin pung, hvis han skulle få brug for penge. De to venner skilles, da Antonio ikke vil risikere at komme i nærheden af Orsinos vagter.
Samtidigt er der uro i gangene på Olivias slot. Olivias fordrukne onkel Tobias Hikke prøver nok for at tage sig betalt at få sin yngre, dummere, velhavende og ødsle ridderven Andreas Blegnæb giftet med den kyske Olivia. Det har han ikke held med, men det bliver da til en masse sjov og ballade – også med Olivias kammerpige Maria og narren Feste. Under en af deres druk- og sangaftener bliver det slottets hushovmester, Malvolio, for meget. Han skammer grundigt sine gæster og tjenestefolk ud. Det får Maria, Tobias og Andreas til at tage hævn. De sender et småkryptisk, forfalsket brev til den selvtilfredse Malvolio. Maria skriver med Olivias håndskrift, hvordan Malvolio skal tænke, klæde sig, ja opføre sig for at vinde hendes gunst; vel vidende at det, der står, er alt det Olivia afskyr mest i hele verden. 
Malvolio falder ”helt tilfældigt” over brevet og hopper i med begge ben. (Pga. de mange improvisationer og forviklinger, som følger af brevintrigen, er Malvolio den, der spilles af truppens dygtigste skuespiller, Olaf Poulsen i Danmark). 
Han opfører sig helt hen i vejret, og Olivia tror han er gal. Hun overlader ham til spasmagerne, der låser ham inde i kælderen. Her taletorterer de ham anført af narren Feste, der også giver sig ud for slottets præst.
De to historier krydses, da Viola som Cesario for 3. gang kommer til Olivias slot for at bejle for Orsino, og ridder Andreas her hører hende overbringe hertug Orsinos skønne ord, men tror de er Cesarios egne. Tobias overtaler Andreas til at udfordre Cesario til duel, vel vidende at ingen af de to er de store sværdkæmpere, så ingen risikerer at blive såret. Derefter går han til Viola og fortæller hende, at hun har fornærmet Andreas og er nødt til at duellere. Viola forstår det ikke, men vælger at møde Andreas for at udglatte misforståelsen, men da hun ankommer til duellen, beskriver Tobias begge parter som fyrige og stålsatte krigere. De trækker modvilligt deres kårder. Men i samme øjeblik kommer kaptajn Antonio ind. Han har ledt efter Sebastian for at få sin pung igen og ser nu Viola, klædt som mand og tror hun er broren. Opildnet af at nogen vil duellere med den mand, han har reddet og viet sit liv, trækker Antonio blank og bliver med det samme genkendt af Orsinos vagter og pågrebet. 
I desperation beder han Sebastian om hjælp, men Viola genkender ikke Antonio og fornægter ham. Antonio anklager Sebastian for tyveri af sin pung, et usselt sind og misbrug af deres venskab, mens han bliver slæbt væk af vagterne. Viola hører nu for første gang efter skibbruddet sin brors navn og bliver fuld af forhåbning. Ridder Andreas og Tobias Hikke trækker sig tilbage med visheden om, at den unge mand ER en kryster og godt kan overvindes.
Viola løber til Orsino efter hjælp, og lige efter ankommer Sebastian. Tobias og Andreas springer frem fra deres skjul klar til at banke krysteren Cesario. Men Sebastian er i modsætning til sin tvillingesøster en erfaren sværdkæmper og trækker blank. Olivia kommer ind, ser hvad hun tror er Cesario i kamp og kaster sig mellem dem, mens hun anklager sin onkel Tobias og Andreas for afstumpethed. Så vender hun sig mod Sebastian og erklærer sin kærlighed for 4. gang. Fuld af beundring og nyfundet begær siger Sebastian ja, og Olivia, der flere gange er afvist kategorisk af Viola, spilder ikke et sekund og trækker den forlibte Sebastian til en præst og gifter sig med ham. 
I mellemtiden ankommer Orsino og Viola til Olivias slot og finder vagterne optaget af Antonio. Antonio fortæller, hvordan han reddede Sebastian, stadig i den tro at Viola er  broren. Hverken Viola og Orsino forstår, at Antonio kunne have kendt tvillingen, da hun jo har arbejdet for Orsino i tre måneder. Olivia træder ind. Orsino forglemmer sig og lægger endnu engang an på Olivia, der afviser ham og beder sin nye mand komme med. Viola vil  hellere ”dø tusinde gange, hvis Orsino kunne får fred.” Det chokerer Olivia, og hun sender bud efter præsten, der viede dem. Han genkender Viola som den unge mand han just viede til Olivia, og Orsino er chokeret over at høre, at den mand han sendte ud for at bejle på sine vegne, har stjålet den attråede fra ham. 
Viola nægter forbløffet, og i samme sekund dukker Andreas Blegnæb og Tobias Hikke op med forbinding om hovedet. Sebastian har slået fra sig, og da de ser Viola, anklager de ”ham” for overfaldet. I sidste øjeblik ankommer Sebastian, undskylder slagsmålet som selvforsvar og stivner ved synet af "sig selv". Megen undren over de to fuldstændigt ens unge mænd. Ude af stand til at tro deres egne øjne finder tvillingerne hinanden, og Viola afslører sin adel og sit køn. 
Betaget og overvundet af Violas kærlighedserklæring tilbyder Orsino Viola sin hånd, og der bliver sendt bud efter den indespærrede Malvolio for at få hæftet ende. Han ankommer forsmået og såret og sværger hævn over alle, inden han forlader scenen og parrene kan gå til deres fælles bryllupsfest på Olivias slot.